# 杜格沃市鎮
43°48′N 27°6′E / 43.800°N 27.100°E

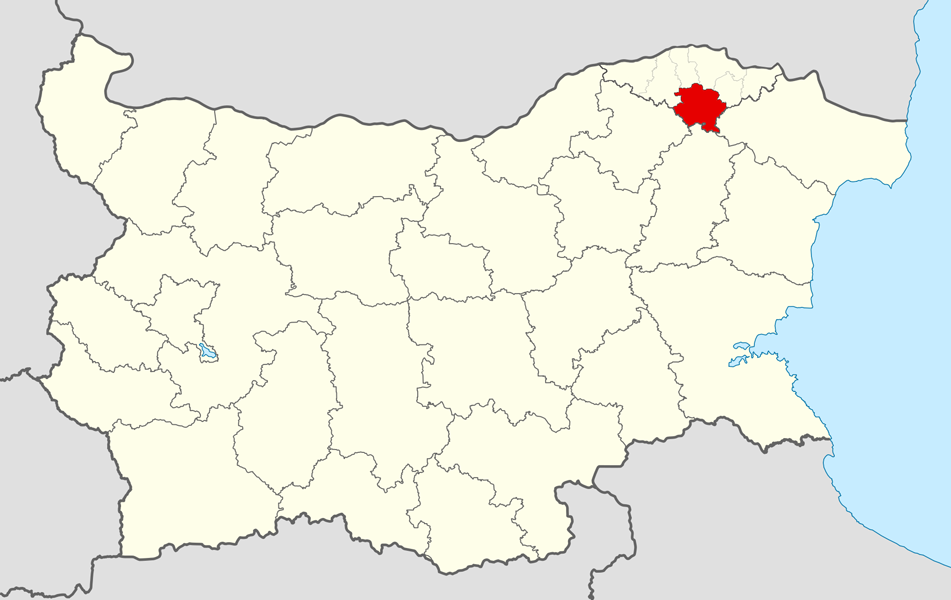

杜格沃市，是保加利亞的城鎮，位於該國東北部，由錫利斯特拉州負責管轄，首府設於杜格沃，面積566.33平方公里，2009年人口28,860，人口密度每平方公里50.96人。